# Todd Huth
Todd Richard Huth (født 13. marts 1963 i Pinole, Californien) er en amerikansk guitarist. Han er bedst kendt som et oprindeligt medlem af bandet Primus sammen med bassist og lyriker Les Claypool.
I 1984 begyndte Huth og Claypool at spille sammen, akkompagneret af en trommemaskine, og kaldte oprindeligt bandet Primate frem til omkring 1986, hvor de ændrede navnet til Primus. Med en konstellation bestående af Huth, Claypool og trommeslageren Jay Lane blev Primus en undergrundssensation i San Francisco-området, og de optog et demobånd, Sausage, som de solgte i forbindelse med deres koncerter. I slutningen af 1988 valgte Huth at forlade bandet, da hans kone var gravid, og han ønskede at dedikere sin tid til sin familie. Huth blev erstattet af Larry LaLonde, en gammel ven af Claypool, der har været medlem af bandet til i dag.
Primus fortsatte sin succes, men i 1994 blev Huth genforenet med Claypool og Lane for at producere et album på Claypools pladeselskab, Prawn Song Records. Da de ikke kunne anvende deres originale bandnavn, Primus, valgte trioen i stedet at anvende titlen fra deres første demo, Sausage. Albummet fik titlen Riddles Are Abound Tonight. Efter dette projekt dannede Huth bandet Porch med den tidligere Today Is The Day-bassist Christopher Frey og den tidligere trommeslager fra bandet Samiam, Dave Ayer. De udgav et enkelt album på Mammoth Records (via Claypools Prawn Song Records) i 1994.
I 2000 blev Huth igen genforenet med Les Claypool og turnerede med Claypools sideprojekt, Les Claypools Fearless Flying Frog Brigade.
Huths guitarstil er særpræget; den kombinerer en kreativ brug af dissonans med stor brug af forvrængning. Hans stil er tydeligt blues-inspireret med omfattende brug af "bends" og bluesskalaer.